# Rurka Durhama
Rurka Durhama - bardzo mała szklana probówka używana do gromadzenia pęcherzyków gazu wydzielanych przez mikroorganizmy prowadzące procesy fermentacyjne w hodowlach na podłożach płynnych. Zanurzona w probówce do góry dnem.